# Flughafen Oakland San Francisco Bay

i7
i11
i13
Der Oakland San Francisco Bay Airport (auch Flughafen Oakland San Francisco Bay, IATA-Code: OAK, ICAO-Code: KOAK) ist der internationale Flughafen der Stadt Oakland im US-Bundesstaat Kalifornien. Er ist einer der drei Flughäfen der Metropolregion San Francisco Bay Area und dient vor allem Billigfluggesellschaften und der Luftfracht.

Flughafendiagramm

## Lage und Verkehrsanbindung
Der Oakland San Francisco Bay Airport liegt elf Kilometer südlich des Stadtzentrums von Oakland. Der General Aviation-Bereich des Flughafens liegt an der California State Route 61. Außerdem verläuft die Interstate 880 rund einen Kilometer nordöstlich des General Aviation-Bereichs und drei Kilometer nordöstlich des Passagierterminals.
Der Oakland San Francisco Bay Airport wird durch Busse und eine Peoplemoverlinie in den Öffentlichen Personennahverkehr eingebunden. Die Buslinien 21, 73 und 805 der AC Transit fahren den Flughafen regelmäßig an. Eine Peoplemoverlinie der Nahverkehrsgesellschaft Bay Area Rapid Transit (BART) verbindet den Flughafen mit der größeren Coliseum Station am Oakland–Alameda County Coliseum. Die Buslinien 73 und 805 halten tagsüber beziehungsweise nachts ebenfalls an der Coliseum Station.

## Geschichte
Der Flughafen Oakland San Francisco Bay wurde 1927 durch Charles Lindbergh eingeweiht; im gleichen Jahr nahm Boeing Air Transport, ein Vorläufer von United Airlines die ersten Linienflüge auf. Im Jahr 1943 übernahmen die Streitkräfte der Vereinigten Staaten den Flughafen und nutzten ihn fortan als Basis für militärische Flüge zu den Pazifikinseln. Der Zivile Luftverkehr musste auf den San Francisco International Airport ausweichen und kehrte erst 1946 zurück.
Das erste moderne Terminal, das heutige Terminal 1, wurde 1962 eröffnet. Während des Vietnamkrieges nutzte World Airways den Flughafen Oakland als Drehkreuz für Truppentransporte nach Südostasien. Nach Ende des Krieges sanken die Passagierzahlen nach. Der Airline Deregulation Act von 1978 machte den Flughafen jedoch attraktiv für die aufkommenden Billigfluggesellschaften. Im Jahr 1985 wurde ein zweites Terminal eröffnet und seit 1989 fliegt mit Southwest Airlines erstmals diejenige Fluggesellschaft zum Flughafen Oakland, die heute die meisten Passagiere abfertigt.

## Betrieb

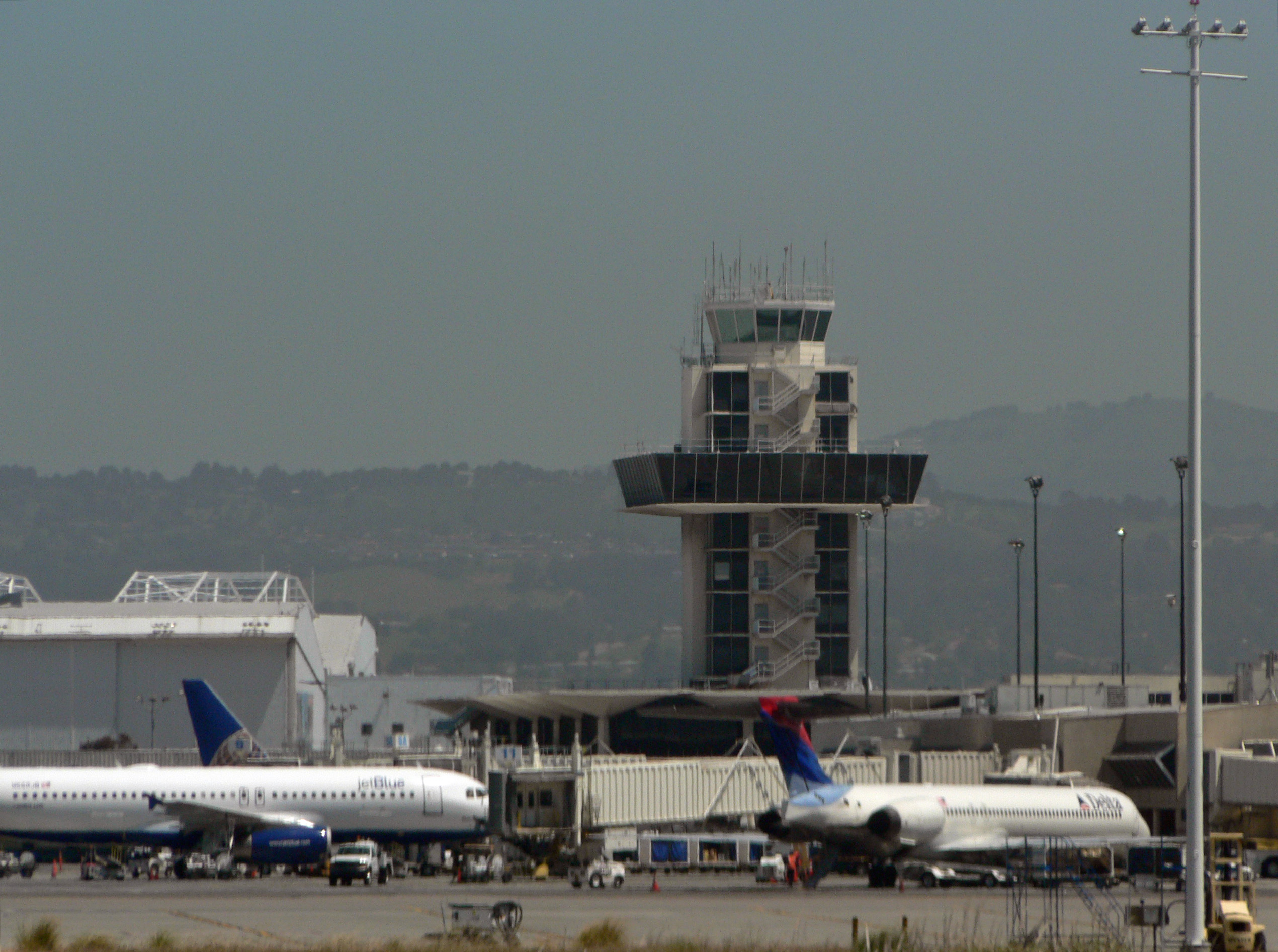
Boeing 737 der Alaska Airlines am Flughafen Oakland

Am Flughafen Oakland San Francisco Bay werden heute überwiegend Verbindungen auf dem amerikanischen Festland und nach Hawaii sowie nach Mexiko angeboten. Größte Fluggesellschaft ist dabei Southwest Airlines, die das gesamte Terminal 2 alleine nutzt. Darüber hinaus ist Oakland eine Basis des Logistikunternehmens FedEx, das von hier Luftfrachtflüge innerhalb der USA und nach Asien durchführt. Drei der vier Start- und Landebahnen stehen darüber hinaus ausschließlich für die Allgemeine Luftfahrt zur Verfügung, die einen großen Teil der Flugbewegungen ausmacht.

## Verkehrszahlen
| Verkehrszahlen des Oakland International Airport 1970–2018 | Verkehrszahlen des Oakland International Airport 1970–2018 | Verkehrszahlen des Oakland International Airport 1970–2018 | Verkehrszahlen des Oakland International Airport 1970–2018 |
| Jahr                                                       | Fluggastaufkommen                                          | Luftfracht (Tonnen) (mit Luftpost)                         | Flugbewegungen                                             |
| ---------------------------------------------------------- | ---------------------------------------------------------- | ---------------------------------------------------------- | ---------------------------------------------------------- |
| 2018                                                       | 13.594.251                                                 | 608.115                                                    | 241.703                                                    |
| 2017                                                       | 13.072.245                                                 | 567.468                                                    | 236.601                                                    |
| 2016                                                       | 12.070.967                                                 | 535.699                                                    | 222.771                                                    |
| 2015                                                       | 11.205.063                                                 | 536.875                                                    | 215.750                                                    |
| 2014                                                       | 10.336.788                                                 | 535.500                                                    | 203.694                                                    |
| 2013                                                       | 9.742.887                                                  | 504.019                                                    | 201.231                                                    |
| 2012                                                       | 10.040.864                                                 | 499.481                                                    | 210.626                                                    |
| 2011                                                       | 9.266.570                                                  | 499.466                                                    | 215.773                                                    |
| 2010                                                       | 9.542.333                                                  | 511.051                                                    | 219.652                                                    |
| 2009                                                       | 9.505.281                                                  | 491.238                                                    | 233.183                                                    |
| 2008                                                       | 11.474.456                                                 | 622.137                                                    | 269.631                                                    |
| 2007                                                       | 14.613.489                                                 | 667.368                                                    | -                                                          |
| 2006                                                       | 14.433.669                                                 | 668.239                                                    | -                                                          |
| 2005                                                       | 14.417.645                                                 | 672.867                                                    | -                                                          |
| 2004                                                       | 14.098.327                                                 | 672.666                                                    | -                                                          |
| 2003                                                       | 13.548.363                                                 | 619.047                                                    | -                                                          |
| 2002                                                       | 12.723.777                                                 | 650.390                                                    | -                                                          |
| 2001                                                       | 11.416.579                                                 | 615.438                                                    | -                                                          |
| 2000                                                       | 10.620.798                                                 | 703.067                                                    | -                                                          |
| 1999                                                       | 9.879.556                                                  | 684.576                                                    | -                                                          |
| 1998                                                       | 9.231.280                                                  | 706.942                                                    | -                                                          |
| 1997                                                       | 9.144.806                                                  | 678.085                                                    | -                                                          |
| 1996                                                       | 9.734.859                                                  | 615.299                                                    | -                                                          |
| 1995                                                       | 9.834.869                                                  | 543.943                                                    | -                                                          |
| 1994                                                       | 8.381.971                                                  | 497.204                                                    | -                                                          |
| 1993                                                       | 7.498.782                                                  | 429.328                                                    | -                                                          |
| 1992                                                       | 6.610.456                                                  | 361.941                                                    | -                                                          |
| 1991                                                       | 6.181.251                                                  | 253.479                                                    | -                                                          |
| 1990                                                       | 5.512.383                                                  | 212.741                                                    | -                                                          |
| 1989                                                       | 4.228.986                                                  | 194.487                                                    | -                                                          |
| 1988                                                       | 3.832.241                                                  | 189.424                                                    | -                                                          |
| 1987                                                       | 4.009.996                                                  | 123.534                                                    | -                                                          |
| 1986                                                       | 3.821.391                                                  | 92.042                                                     | -                                                          |
| 1985                                                       | 4.136.707                                                  | 78.008                                                     | -                                                          |
| 1984                                                       | 3.620.104                                                  | 56.490                                                     | -                                                          |
| 1983                                                       | 2.914.669                                                  | 20.884                                                     | -                                                          |
| 1982                                                       | 2.852.105                                                  | 19.559                                                     | -                                                          |
| 1981                                                       | 2.546.764                                                  | 6.747                                                      | -                                                          |
| 1980                                                       | 2.417.095                                                  | 4.307                                                      | -                                                          |
| 1979                                                       | 2.771.815                                                  | -                                                          | -                                                          |
| 1978                                                       | 2.788.176                                                  | -                                                          | -                                                          |
| 1977                                                       | 2.499.855                                                  | -                                                          | -                                                          |
| 1976                                                       | 2.154.214                                                  | -                                                          | -                                                          |
| 1975                                                       | 2.083.687                                                  | -                                                          | -                                                          |
| 1974                                                       | 2.295.871                                                  | -                                                          | -                                                          |
| 1973                                                       | 2.226.494                                                  | -                                                          | -                                                          |
| 1972                                                       | 2.080.793                                                  | -                                                          | -                                                          |
| 1971                                                       | 2.053.769                                                  | -                                                          | -                                                          |
| 1970                                                       | 2.055.180                                                  | -                                                          | -                                                          |

1. ↑  Von 1980 bis 1987 wird die Luftpost nicht berücksichtigt.

### Verkehrsreichste Strecken
| Rang | Stadt                       | Passagiere | Fluggesellschaften           |
| ---- | --------------------------- | ---------- | ---------------------------- |
| 01   | Los Angeles, Kalifornien    | 0578.720   | Delta, Southwest, Spirit     |
| 02   | Las Vegas, Nevada           | 0535.290   | Allegiant, Southwest, Spirit |
| 03   | Seattle/Tacoma, Washington  | 0445.150   | Alaska, Southwest            |
| 04   | San Diego, Kalifornien      | 0424.720   | Southwest                    |
| 05   | Burbank, Kalifornien        | 0421.490   | Southwest                    |
| 06   | Phoenix–Sky Harbor, Arizona | 0349.820   | American, Southwest          |
| 07   | Long Beach, Kalifornien     | 0292.840   | JetBlue, Southwest           |
| 08   | Santa Ana, Kalifornien      | 0288.700   | Southwest                    |
| 09   | Portland, Oregon            | 0280.850   | Alaska, Southwest            |
| 10   | Ontario, Kalifornien        | 0265.240   | Southwest                    |

## Zwischenfälle
- Am 13. Februar 1945 fiel an einer Douglas DC-3/R4D-6 der United States Navy (US Navy) (Luftfahrzeugkennzeichen Bu 50765) 13 Minuten nach dem Start von der Oakland Naval Air Station ein Triebwerk aus. Bei der Rückkehr stürzte das Flugzeug 1,6 Kilometer vom Startflugplatz in die Bucht von San Francisco. Alle 24 Insassen, drei Besatzungsmitglieder und 21 Passagiere, wurden getötet.[7]

- Am 20. Januar 1947 streifte eine Douglas DC-4/R5D der United States Navy (US Navy) (Luftfahrzeugkennzeichen Bu unbekannt) bei einem radargeführten Anflug auf die Oakland Naval Air Station im Nebel eine Böschung. Das Fahrwerk wurde abgerissen, die Maschine zerbrach in mehrere Teile, während sie rund 300 Meter weiterrutschte. Trotz eines ausgebrochenen Feuers kam nur einer der 21 Insassen ums Leben.[8]

- Am 24. August 1951 unterschritt eine Douglas DC-6B der United Air Lines (N37550) im Landeanflug auf den Flughafen Oakland die vorgeschriebene Mindestflughöhe und flog in einer Flughöhe von 300 Metern in einen Hügel. Alle sechs Crewmitglieder und 44 Passagiere an Bord kamen ums Leben.[9][10]

- Am 17. November 1951 kollidierte eine Douglas DC-4/C-54D-10-DC der US-amerikanischen Overseas National Airways (ONA) (N79992) in der Nähe des Flughafens Oakland mit einer anderen DC-4/C-54B der California Eastern Airways (N4002B). Die Maschine der ONA verlor dabei Teile ihres Leitwerks, stürzte auf eine Landstraße und fing Feuer. Alle 3 Besatzungsmitglieder, die einzigen Insassen auf dem Prüfungsflug, kamen ums Leben; am Boden wurden elf Personen verletzt. Die andere DC-4 konnte beschädigt auf dem Flughafen von San Francisco landen.[11]

- Am 20. März 1953 stürzte eine Douglas DC-4/C-54G der US-amerikanischen Transocean Air Lines (N88942) 19 Kilometer südwestlich von Alvarado (Kalifornien) ab, während sie nahe dem Zielflughafen Oakland in einer Warteschleife kreiste. Die Ursache für den Kontrollverlust konnte nicht ermittelt werden. Alle 35 Insassen, fünf Besatzungsmitglieder und 30 Passagiere, starben beim Aufprall.[12]

- Am 20. April 1953 wurde eine Douglas DC-6B der US-amerikanischen Western Air Lines (N91303) vor der Landung auf dem Flughafen Oakland in die Bucht von San Francisco geflogen. Bei diesem CFIT (Controlled flight into terrain) wurden 8 der 10 Insassen getötet, 4 Besatzungsmitglieder und 4 Passagiere.[13]

- Am 20. Juni 1961 wurde eine Lockheed L-749A Constellation der US-amerikanischen International Aircraft Services (N5595A) auf dem Flughafen Oakland irreparabel beschädigt. Eine im Schlepp befindliche Douglas DC-7 der Overseas National Airways (N312A) kollidierte mit der Constellation, riss das gesamte Leitwerk ab und beschädigte das Rumpfheck und die Tragfläche schwer. Alle Insassen der Constellation blieben unverletzt.[14][15][16]

- Am 31. August 1962 wurde eine Lockheed L-1049/C-121G Super Constellation der United States Air Force (USAF) (54-4057) bei einem Bodenunfall auf dem Flughafen Oakland irreparabel beschädigt. Über Personenschäden ist nichts bekannt.[17]

- Am 24. Januar 1967 geriet eine Douglas DC-6 der US-amerikanischen Saturn Airways (N74841) nach der Landung auf dem Flughafen Oakland von der Landebahn ab. Auf dem Trainingsflug war der Umkehrschub asymmetrisch betätigt worden. Das Flugzeug wurde irreparabel beschädigt. Alle vier Besatzungsmitglieder überlebten den Unfall.[18]